# Lijst van rijksmonumenten in Maastricht/Grote Gracht
Een overzicht van de 52 rijksmonumenten in de stad Maastricht gelegen aan of bij de Grote Gracht.
| Object | Oorspronkelijke functie?  | Bouwjaar               | Architect      | Locatie             | Coördinaten?                  | Nr.?   | Afbeelding                                                       |
| --- | ------------------------- | ---------------------- | -------------- | ------------------- | ----------------------------- | ------ | ---------------------------------------------------------------- |
| Huis met lijstgevel, van tweemaal twee traveeën. | Gebouw                    | 18e eeuw               |                | Grote Gracht 5      | 50° 51' 4" NB, 5° 41' 23" OL  | 26969  | Meer afbeeldingen                                                |
| Huis met lijstgevel, van tweemaal twee traveeën. | Woonhuis                  | 17e eeuw               |                | Grote Gracht 3      | 50° 51' 4" NB, 5° 41' 23" OL  | 26970  | Meer afbeeldingen                                                |
| Huis met lijstgevel, met gekoppelde segmentboogvensters in Naamse steen | Gebouw                    | 18e eeuw               |                | Grote Gracht 7      | 50° 51' 4" NB, 5° 41' 23" OL  | 26971  | Meer afbeeldingen                                                |
| Huis met lijstgevel. | Woonhuis                  | 17e eeuw               |                | Grote Gracht 9      | 50° 51' 4" NB, 5° 41' 23" OL  | 26972  | Meer afbeeldingen                                                |
| Huis met lijstgevel. | Gebouw                    | 18e eeuw               |                | Grote Gracht 11     | 50° 51' 4" NB, 5° 41' 22" OL  | 26973  | Meer afbeeldingen                                                |
| Huis met lijstgevel. | Gebouw                    | eerste helft 18e eeuw  |                | Grote Gracht 12     | 50° 51' 4" NB, 5° 41' 21" OL  | 26974  | Meer afbeeldingen                                                |
| Bescherming betreft de op het achterterrein overblijfselen van de eerste stadsommuring van na 1229, bestaande uit kolenzandsteen, welke deel uitmaken van de achtergevel van de uitbouw van het pand. | Omwalling                 | na 1229                |                | Grote Gracht 13     | 50° 51' 4" NB, 5° 41' 22" OL  | 26975  | Meer afbeeldingen                                                |
| Huis met hoge smalle lijstgevel. | Gebouw                    | 18e eeuw               |                | Grote Gracht 14     | 50° 51' 4" NB, 5° 41' 21" OL  | 26976  | Meer afbeeldingen                                                |
| Huis Thiessen. | Gebouw                    | 1740                   |                | Grote Gracht 18     | 50° 51' 4" NB, 5° 41' 20" OL  | 26979  | Meer afbeeldingen                                                |
| Huis met lijstgevel. | Woonhuis                  | 18e eeuw               |                | Grote Gracht 19     | 50° 51' 3" NB, 5° 41' 21" OL  | 26980  | Meer afbeeldingen                                                |
| Huis met lijstgevel en gevelsteen met IHS boven een vlammend hart. | Gebouw                    | midden 17e eeuw        |                | Grote Gracht 20     | 50° 51' 4" NB, 5° 41' 20" OL  | 26981  | Meer afbeeldingen                                                |
| Huis met lijstgevel. | Woonhuis                  | 18e eeuw               |                | Grote Gracht 21     | 50° 51' 3" NB, 5° 41' 21" OL  | 26982  | Meer afbeeldingen                                                |
| Huis met lijstgevel. | Woonhuis                  | 18e eeuw               |                | Grote Gracht 23     | 50° 51' 3" NB, 5° 41' 21" OL  | 26983  | Meer afbeeldingen                                                |
| Huis met brede lijstgevel. | Gebouw                    | 18e eeuw               |                | Grote Gracht 24     | 50° 51' 4" NB, 5° 41' 19" OL  | 26984  | Meer afbeeldingen                                                |
| Huis met lijstgevel. | Gebouw                    | 18e eeuw               |                | Grote Gracht 25A    | 50° 51' 3" NB, 5° 41' 21" OL  | 26985  | Meer afbeeldingen                                                |
| Huis met lijstgevel. | Gebouw                    | 18e eeuw               |                | Grote Gracht 28     | 50° 51' 3" NB, 5° 41' 19" OL  | 26986  | Meer afbeeldingen                                                |
| Huis met brede lijstgevel.. | Gebouw                    | derde kwart 18e eeuw   |                | Grote Gracht 29     | 50° 51' 3" NB, 5° 41' 19" OL  | 26987  | Meer afbeeldingen                                                |
| Huis met lijstgevel.. | Gebouw                    | 19e eeuw               |                | Grote Gracht 31     | 50° 51' 3" NB, 5° 41' 18" OL  | 26988  | Meer afbeeldingen                                                |
| Huis met lijstgevel. | Woonhuis                  | eerste helft 18e eeuw  |                | Grote Gracht 32     | 50° 51' 3" NB, 5° 41' 18" OL  | 26989  | Meer afbeeldingen                                                |
| Huis met gepleisterde lijstgevel, voorzien van vensters in Naamse steen. | Gebouw                    | 18e eeuw               |                | Grote Gracht 35     | 50° 51' 3" NB, 5° 41' 18" OL  | 26990  | Meer afbeeldingen                                                |
| Huis met lijstgevel van Naamse steen en met een herplaatste gevelsteen IN DEN VALK 1738. | Gebouw                    | 1738                   |                | Grote Gracht 37     | 50° 51' 3" NB, 5° 41' 18" OL  | 26991  | Meer afbeeldingen                                                |
| Huis met lijstgevel. | Woonhuis                  | 18e eeuw               |                | Grote Gracht 38     | 50° 51' 3" NB, 5° 41' 17" OL  | 26992  | Meer afbeeldingen                                                |
| Huisje, waarvan de voorgevel, eindigt in een hoofdgestel met consoles en eindvoluten. | Woonhuis                  | midden 16e eeuw        |                | Grote Gracht 40     | 50° 51' 3" NB, 5° 41' 17" OL  | 26993  | Meer afbeeldingen                                                |
| Huis met lijstgevel. Gevelsteen met Ros Beyaart en de Vier Heemskinderen, 1786. | Woonhuis                  | 1786                   |                | Grote Gracht 42     | 50° 51' 4" NB, 5° 41' 17" OL  | 26994  | Meer afbeeldingen                                                |
| Huisje, waarvan de voorgevel, is voorzien van banden, hoekblokken en een hoofdgestel met consoles. | Gebouw                    | 17e eeuw               |                | Grote Gracht 45     | 50° 51' 3" NB, 5° 41' 17" OL  | 26995  | Meer afbeeldingen                                                |
| Huis met gepleisterde lijstgevel. | Woonhuis                  | 17e eeuw               |                | Grote Gracht 47     | 50° 51' 3" NB, 5° 41' 16" OL  | 26996  | Meer afbeeldingen                                                |
| Huis met gepleisterde lijstgevel. | Woonhuis                  |                        |                | Grote Gracht 49     | 50° 51' 3" NB, 5° 41' 16" OL  | 26997  | Meer afbeeldingen                                                |
| Huis met lijstgevel. | Gebouw                    | eerste helft 18e eeuw  |                | Grote Gracht 58     | 50° 51' 3" NB, 5° 41' 15" OL  | 26999  | Meer afbeeldingen                                                |
| Huis met lijstgevel in Lodewijk XVI-stijl. | Woonhuis                  |                        |                | Grote Gracht 60     | 50° 51' 3" NB, 5° 41' 14" OL  | 27000  | Meer afbeeldingen                                                |
| Huis met lijstgevel, met hoekblokken en horizontale banden. | Woonhuis                  | 17e eeuw               |                | Grote Gracht 61     | 50° 51' 2" NB, 5° 41' 15" OL  | 27001  | Meer afbeeldingen                                                |
| Huis, met aan de voorzijde een in- en uitgezwenkte topgevel, waaraan de stukken van mergel zijn toegepast.                                                                                            | Gebouw                    | 17e eeuw               |                | Grote Gracht 62     | 50° 51' 3" NB, 5° 41' 14" OL  | 27002  | Meer afbeeldingen                                                |
| Twee huizen, elk met een lijstgevel. | Gebouw                    | 19e eeuw               |                | Grote Gracht 63     | 50° 51' 2" NB, 5° 41' 15" OL  | 27003  | Meer afbeeldingen                                                |
| Huis, met in 1711 verbouwde voorgevel. | Woonhuis                  | laatste helft 17e eeuw |                | Grote Gracht 64     | 50° 51' 2" NB, 5° 41' 13" OL  | 27004  | Meer afbeeldingen                                                |
| Huis met lijstgevel. | Woonhuis                  | 18e eeuw               |                | Grote Gracht 65     | 50° 51' 2" NB, 5° 41' 15" OL  | 27005  | Meer afbeeldingen                                                |
| Huis met lijstgevel. | Gebouw                    | 17e eeuw               |                | Grote Gracht 66     | 50° 51' 2" NB, 5° 41' 13" OL  | 27006  | Meer afbeeldingen                                                |
| Huis met lijstgevel. | Gebouw                    | 19e eeuw               |                | Grote Gracht 68     | 50° 51' 2" NB, 5° 41' 13" OL  | 27007  | Meer afbeeldingen                                                |
| Achter een muur met 19e-eeuwse poort een huis met lijstgevel. | Gebouw                    | 18e - 19e eeuw         |                | Grote Gracht 74     | 50° 51' 2" NB, 5° 41' 12" OL  | 27008  | Meer afbeeldingen                                                |
| Hoekpand Statenstraat. | Gebouw                    | 17e eeuw               |                | Grote Gracht 67     | 50° 51' 2" NB, 5° 41' 13" OL  | 27009  | Meer afbeeldingen                                                |
| Pand met eenvoudige 18e-eeuwse lijstgevel. | Gebouw                    | 18e eeuw               |                | Grote Gracht 69     | 50° 51' 2" NB, 5° 41' 13" OL  | 27010  | Meer afbeeldingen                                                |
| Linker pand van een groep van drie identieke huizen met gepleisterde lijstgevel. | Gebouw                    | begin 19e eeuw         |                | Grote Gracht 71     | 50° 51' 2" NB, 5° 41' 13" OL  | 27011  | Meer afbeeldingen                                                |
| Rechter pand van een groep van drie identieke huizen met gepleisterde lijstgevel. | Gebouw                    | begin 19e eeuw         |                | Grote Gracht 75     | 50° 51' 2" NB, 5° 41' 13" OL  | 27012  | Meer afbeeldingen                                                |
| Middelste pand van een groep van drie identieke huizen met gepleisterde lijstgevel. | Gebouw                    | begin 19e eeuw         |                | Grote Gracht 73     | 50° 51' 2" NB, 5° 41' 13" OL  | 27013  | Meer afbeeldingen                                                |
| Huis Soiron, gebouwd in 1785 door Mathias Soiron voor zijn broers Andre en Guillaume, kanunniken van het Sint Servaaskapittel.                                                                        | Gebouw                    | 1785                   | Mathias Soiron | Grote Gracht 82     | 50° 51' 1" NB, 5° 41' 10" OL  | 27014  | Meer afbeeldingen                                                |
| Huis met lijstgevel. | Gebouw                    | 17e eeuw               |                | Grote Gracht 86A    | 50° 51' 0" NB, 5° 41' 9" OL   | 27015  | Meer afbeeldingen                                                |
| Huisje, waarvan de voorgevel eindigt in een hoofdgestel met consoles en zijkrullen. | Gebouw                    | midden 17e eeuw        |                | Grote Gracht 88     | 50° 51' 0" NB, 5° 41' 9" OL   | 27016  | Meer afbeeldingen                                                |
| Hof van Tilly | Sociale zorg, liefdadigh. | 1714                   |                | Grote Gracht 90     | 50° 51' 0" NB, 5° 41' 7" OL   | 27017  | Meer afbeeldingen                                                |
| Huisje, waarvan de voorgevel, eindigt in en hoofdgestel met consoles en eindvoluten. | Woonhuis                  | 17e eeuw               |                | Grote Gracht 91     | 50° 50' 60" NB, 5° 41' 10" OL | 27018  | Meer afbeeldingen                                                |
| Huis met gepleisterde lijstgevel. | Woonhuis                  | 19e eeuw               |                | Grote Gracht 97     | 50° 50' 59" NB, 5° 41' 9" OL  | 27019  | Meer afbeeldingen                                                |
| Huis met statige lijstgevel van Naamse steen in Lodewijk XVI-stijl. | Gebouw                    |                        |                | Grote Gracht 56B    | 50° 51' 3" NB, 5° 41' 15" OL  | 47062  | Meer afbeeldingen                                                |
| Eclecticische winkelwoning, gebouwd in opdracht van J. De Vries. | Werk-woonhuis             | 1899                   | Joseph Hollman | Grote Gracht 1B     | 50° 51' 4" NB, 5° 41' 24" OL  | 506640 | Eclecticische winkelwoning, gebouwd in opdracht van J. De Vries. |
| Voormalig Jeanne d'Arclyceum | Onderwijs en wetenschap   | 1928                   | W.J. Sandhövel | Grote Gracht 76     | 50° 51' 1" NB, 5° 41' 11" OL  | 506641 | Meer afbeeldingen                                                |
| In vakwerkbouw, met elementen van chaletstijl gebouwde gymnastiekzaal, gesitueerd op de binnenplaats van het Hof van Tilly.                                                                           | Sport en recreatie        | 1885                   |                | Grote Gracht bij 90 | 50° 51' 3" NB, 5° 41' 7" OL   | 506642 | Meer afbeeldingen                                                |